# Miguel Olivera (Fußballspieler)
Miguel Olivera, vollständiger Name Miguel Juan Olivera, (* 19. oder 20. Jahrhundert) ist ein ehemaliger uruguayischer Fußballspieler.

## Karriere

### Verein
Defensivakteur Olivera spielte auf Vereinsebene mindestens in den Jahren 1935 und 1937 für River Plate Montevideo in der Primera División.

### Nationalmannschaft
Olivera war Mitglied der A-Nationalmannschaft Uruguays, für die er von seinem Debüt am 18. Januar 1935 beim 2:1-Sieg gegen Chile bis zu seinem letzten Einsatz am 10. Januar 1937 bei der 0:3-Niederlage gegen denselben Gegner vier Länderspiele absolvierte. Ein Länderspieltor erzielte er nicht. Er gehörte dem Aufgebot Uruguays bei den Südamerikameisterschaften 1935 und 1937 an. 1935 gewann Uruguay den Titel.

### Erfolge
- Südamerikameister: 1935